# Apteryx mantelli
Il kiwi bruno dell'Isola del Nord (Apteryx mantelli Bartlett, 1852) è un uccello della famiglia Apterygidae che vive sull'Isola del Nord, in Nuova Zelanda, dove occupa circa i due terzi del versante settentrionale con una popolazione di circa 35.000 esemplari.

## Descrizione
Le femmine di questa specie sono lunghe all'incirca 40 cm ed hanno un peso attorno ai 2,8 kg; i maschi, invece, pesano attorno ai 2,2 kg e sono più piccoli rispetto alle femmine. Il piumaggio va dal rosso al marrone.

## Biologia

### Alimentazione
Si nutre prevalentemente di piccoli invertebrati.

### Riproduzione
Generalmente la femmina depone 1-2 uova, che vengono poi covate dal maschio. Il periodo di incubazione è di 74-84 giorni. I pulcini abbandonano il nido dopo circa una settimana dalla schiusa delle uova.

## Distribuzione e habitat
In passato Apteryx mantelli era ampiamente diffuso in tutta l'Isola del Nord e nella parte settentrionale dell'Isola del Sud della Nuova Zelanda. Attualmente sopravvive, con popolazioni molto frammentate, solo in alcune aree dell'Isola del Nord (Northland, penisola Coromandel, Baia dell'Abbondanza, Gisborne, Tongariro e Taranaki).
Predilige le foreste sub-tropicali e temperate ma si adatta anche alle aree con rimoschimenti a Pinus, alle macchie e ai pascoli.

## Sistematica
In passato questo uccello era considerato una sottospecie di Apteryx australis (Apteryx australis mantelli).
In seguito a studi effettuati sul DNA mitocondriale, sui parassiti e sulle abitudini, si è deciso di elevarla al rango di specie a sé stante.

## Conservazione
La popolazione di questa specie è stabile, ma minacciata soprattutto per la predazione da parte di cani e gatti domestici di e altri predatori introdotti quali il furetto (Mustela putorius furo) e l'ermellino (Mustela erminea).
Per tali ragioni la IUCN Red List classifica A. mantelli come specie vulnerabile (Vulnerable).